# Tallbrokskinn
Tallbrokskinn (Tomentellopsis pusilla) är en svampart som beskrevs av Hjortstam 1974. Enligt Catalogue of Life ingår Tallbrokskinn i släktet Tomentellopsis,  och familjen Thelephoraceae, men enligt Dyntaxa är tillhörigheten istället släktet Tomentellopsis,  och familjen Atheliaceae. Arten är reproducerande i Sverige. Inga underarter finns listade i Catalogue of Life.